# Mirrorball (canção)
"Mirrorball" (estilizada em letra minúsculas) é uma canção da cantora e compositora estadunidense Taylor Swift, gravada para seu oitavo álbum de estúdio Folklore (2020), lançado em 24 de julho de 2020 através da Republic Records. Swift escreveu a canção como uma homenagem aos seus fãs, depois de cancelar uma turnê planejada para divulgar seu sétimo álbum de estúdio Lover (2019) devido à pandemia de COVID-19. Produzida por Swift e pelo co-compositor Jack Antonoff, "Mirrorball" é uma canção dos gêneros dream pop, jangle pop e indie folk, com elementos de música country, acompanhada por guitarras suaves, harmonias vocais e bateria ao vivo. Seu conteúdo lírico aborda uma metáfora delicada e introspectiva que reflete sobre a natureza camaleônica do ser humano, especialmente no contexto da fama e do entretenimento, onde a narradora se compara a uma frágil bola de espelhos e canta sobre fazer qualquer coisa para manter o seu público entretido.
Nas resenhas de Folklore, os críticos musicais interpretaram a faixa como uma metáfora para as lutas das mulheres musicistas para se reinventarem e permanecerem relevantes. "Mirrorball" recebeu críticas positivas da mídia especializada, que elogiaram a produção e os sentimentos emocionais, com muitos escolhendo-o como destaque do álbum. "Mirrorball" foi listada como uma das melhores músicas de 2020 pelas listas da Slant Magazine, Pitchfork e Variety. Ele alcançou a posição vinte e seis na Billboard Hot 100 dos Estados Unidos e foi uma entrada nas paradas na Austrália, Canadá, Malásia e Cingapura.

## Produção e lançamento
Taylor Swift começou a trabalhar com Jack Antonoff durante o processo de produção de seu quinto álbum de estúdio 1989 (2014). Posteriormente, Antonoff colaborou na produção dos álbuns Reputation (2017) e Lover (2019). Em 24 de julho de 2020, Swift lançou o álbum Folklore de surpresa em meio à pandemia de COVID-19. Swift escreveu e co-escreveu todas as faixas e produziu seis canções com Antonoff. Em "Mirrorball", Antonoff atuou como co-escritor, programador e engenheiro, e tocou instrumentos incluindo violão, bateria, guitarra elétrica e Hammond B-3. A faixa foi gravada no Kitty Committee Studio, estúdio caseiro de Swift em Beverly Hills, Califórnia, e no Rough Customer Studio no Brooklyn, Nova Iorque. Serban Ghenea mixou a faixa no MixStar Studios em Virginia Beach, Virgínia.
Em 17 de março de 2023, Swift cantou "Mirrorball" como uma "música surpresa" para o show de abertura em Glendale, Arizona, de sua sexta turnê mundial The Eras Tour.

## Estrutura musical e conteúdo lírico
"Mirrorball" é uma faixa derivada dos gêneros dream pop e jangle pop, com uma reverberação densa. Jon Caramanica, do The New York Times, comentou que a produção beira ao shoegaze, e Jason Lipshutz, da Billboard, considerou-a uma faixa indie folk. A produção incorpora guitarras reverberadas, pedal steel, elementos da música country, vocais soprosos, harmonias e bateria ao vivo. Os vocais de Swift são destacados em primeiro plano, apoiados por golpes suaves de caixa no fundo. Spencer Kornharber, do The Atlantic, escreveu que a canção apresenta tons de guitarra "quentes" e "cintilantes", mas pandeiro "nevado". Mikael Wood, do Los Angeles Times, comparou a canção à música de bandas da década de 1990 como The Sundays e Sixpence None the Richer por exibir um lado mais feminino, uma contrapartida à influência abrangente do "beardo indie rock" do álbum. Willman concordou que "Mirrorball" é uma das "faixas com menos som folclórico" do álbum.
Enquanto grande parte do Folklore explora narrativas ficcionais e se afasta das composições autobiográficas, “Mirrorball” é uma faixa que reflete seu estado de espírito durante o isolamento provocado pela pandemia de COVID-19. Ela escreveu a faixa depois que sua turnê planejada para Lover, Lover Fest, foi cancelada devido à eclosão da pandemia. Na letra, a narradora canta sobre como ela faria qualquer coisa para entreter seu público, se comparando com uma frágil bola de espelhos. Os críticos interpretaram a faixa como sendo sobre a autoconsciência de Swift sobre sua imagem pública e sobre os esforços de celebridades femininas para permanecerem relevantes em geral.

## Recepção crítica
"Mirrorball" recebeu críticas positivas da mídia especializada, que elogiaram a produção e a ressonância emocional da faixa. Os críticos escolheram a faixa como o grande destaque do álbum ou até mesmo como a melhor faixa do álbum. Fin McRedmond, do The Irish Times, disse que a canção está "destinada a ser um clássico instantâneo do Swiftian". As descrições das composições de Swift incluem "sonhadora", "devastadoramente bonita", "etérea", e "autêntica". Na Slant Magazine, Eric Mason admirou como "Mirrorball" conseguiu transmitir nostalgia e sarcasmo com "assombro de tirar o fôlego".  
Hannah Mylrea, da NME, não ficou tão impressionada; ela considerou a faixa esquecível e disse que arrasta o álbum. "Mirrorball" apareceu nas listas de final de ano das melhores músicas de 2020 de Chris Willman, da Variety, que a colocou em nono lugar em uma lista de 40 músicas, Pitchfork (71º) e Slant (14ª). Rob Sheffield, da Rolling Stone, classificou a faixa entre as três melhores canções de Swift, e Spencer Kornhaber do The Atlantic a selecionou como uma de suas melhores e mais distintas faixas que "se encaixam e se destacam" no Folklore. Katherine Flynn, do Consequence, insistiu que "Mirrorball" deveria ter sido o primeiro single do álbum.